# May Anderson
May Anderson (8 de junho de 1864 - 10 de junho de 1946) foi a segunda presidente geral da organização da Primária para crianças de A Igreja de Jesus Cristo dos Santos dos Últimos Dias (Igreja SUD) entre 1925 e 1939. A Sra. May Anderson também serviu como primeiro conselheiro do presidente geral da Primária Louie B. Felt de 1905 a 1925.

## Vida
A Sra. Anderson nasceu em Liverpool, Inglaterra, a terceiro dos 12 filhos de Scott Anderson e Mary Bruce. Ela emigrou para o Território de Utah com sua família depois que a família foi batizada por missionários da Igreja SUD. Durante a viagem para Utah, Anderson conheceu Louie B. Felt, que se tornaria um amigo e colaborador por toda a vida na Primária da igreja.

## Envolvimento com a Associação Primária

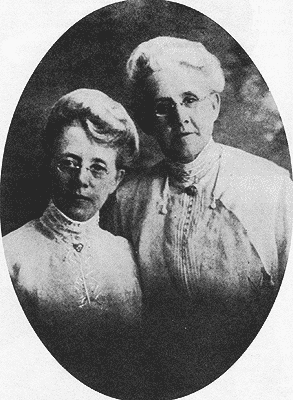
Louie Felt (a direita)
e May Anderson (a esquerda)

Em 5 de outubro de 1890, Louie B. Felt, a presidente geral da Associação Primária, pediu a Sra. Anderson que se tornasse membro da junta geral da organização. Nos quarenta e nove anos seguintes, ela trabalharia em alguma função na organização da Primária da Igreja SUD. Ela foi secretária da junta geral por quinze anos (1890–1905), primeira conselheira de Felt na presidência geral por vinte anos (1905–1925) e presidente geral da organização por quatorze anos (1925–1939).. Também foi o primeira editora-chefe da The Children's Friend, a revista oficial da igreja para crianças.
Durante seu mandato na presidência do Primary, a Sra. Anderson iniciou o Primary Children's Hospital em Salt Lake City, que hoje faz parte da Intermountain Healthcare . Anderson também ajudou a estabelecer jardins de infância em Utah. O sucessor de Anderson na presidência geral da Primária foi May Green Hinckley.
A Sra. Anderson não se casou e morreu em Salt Lake City de arteriosclerose. Ela foi enterrada em Salt Lake City.

## Relacionamento com Louie Felt
A Sra. Anderson teve uma amizade ao longo da vida com o líder da igreja Louie B. Felt. Quando Felt estava sofrendo de uma doença em 1889, o marido de Felt, Joseph, pediu a May que ficasse lá para cuidar dela enquanto ele estivesse em viagem de negócios. Durante o período em que a Sra. Anderson foi o editor-chefe de The Children's Friend, publicou um relato anônimo da amizade que existia entre Felt e Anderson; o artigo se referia ao casal como a organização " David e Jonathan da Primária". Isso levou dois historiadores mórmons dissidentes a teorizar que Anderson e Felt tinham um relacionamento lésbico parcialmente fechado.
No entanto, outros pesquisadores Mórmons  discordaram dessa teoria, chamando-a de distorção da história e deturpação dos fatos. Dois pesquisadores afirmaram: "Não existe nenhuma evidência que nos leve a acreditar que o relacionamento deles era outra coisa senão a amizade cristã verdadeira e casta e o amor fraternal".